# Parcul Național Bald-Rock
Parcul Național Bald-Rock, care a fost declarat parc național la data de 12 noiembrie 1971, are suprafața de 75 km², fiind cel mai mare parc din nordul statului New South Wales, aflat la granița cu Queensland.
„Bald Rock“ este un deal de 200 de m din granit, fiind situat pe „Brâul de granit” la sud-est de Queensland. Cu circa 200 de milioane de ani reușește formațiunea de granit numită „Stanthorpe Adamellite” să străpungă rocile sedimentare și metamorfice existente în regiune.
În timp ce rocile sedimentare au fost supuse proceselor de eroziune, granitul persistă fiind mai dur, apărând sub formă de insule în regiunea parcului. 